# Полонський (заказник)
Полонський — колишній лісовий заказник місцевого значення на території Шепетівського лісгоспзагу (Полонське лісництво, кв. 76, 77, 93, 108, 109, 110, 111, 112. Мальованське лісництво, квадрати 96,97, 100, 101). Був оголошений рішенням Хмельницького Облвиконкому № 194 від 26.10.1990 року з площею 911 га. Рішенням Хмельницького Облвиконкому № 7 від 25.10.1992 року оголошений з площею 1078 га.

## Опис
Виявлено ряди рослин занесених до «Червоної книги УРСР».
Площа — 911 га з 1990 року.
Площа — 1078 га з 1992 року.

## Скасування
Рішенням Хмельницького Облвиконкому № 21 від 11.05.1999 року пам'ятка була скасована.
Скасування статусу відбулось по причині включення до складу регіонального ландшафтного парку «Мальованка».